# St. Anna (Karmėlava)

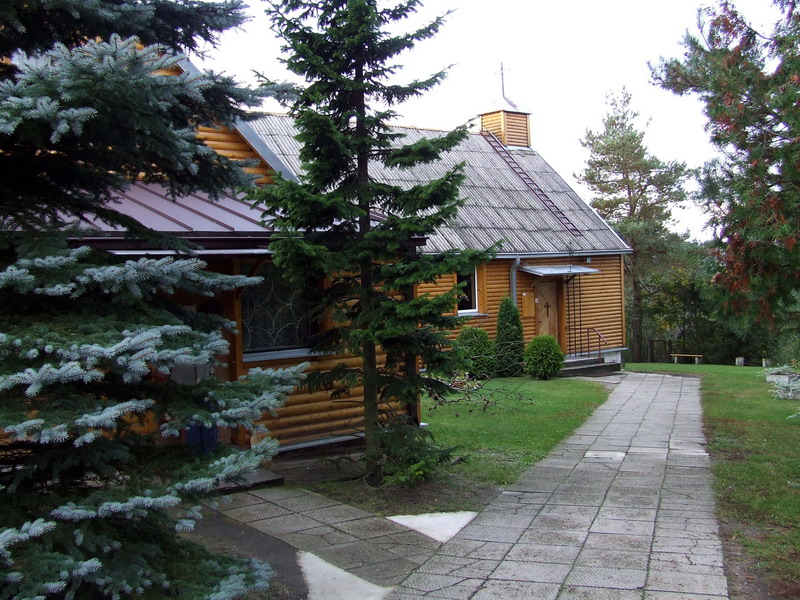

Die St.-Annenkirche Karmėlava (lit. Karmėlavos Šv. Onos bažnyčia) ist eine römisch-katholische Kirche in Karmėlava (Erzbistum Kaunas), an der A6 in Litauen. Das Umfriedungstor ist ein Architekturdenkmal.

## Geschichte
1521 wurde die erste Kirche in Karmėlava gebaut. Jurgis Andriuškevičius schenkte ihr 1531 den Gutshof Andruškoniai jenseits der Neris. 1663 wurde die Gemeindeschule erwähnt. 1655 wurde die Kirche von russischen Truppen zerstört. Erst 1768 wurde eine neue Kirche gebaut, die 1909 geschlossen wurde. 1945 wurde die hölzerne Kirche gebaut.